# Rosa María Payá
Rosa María Payá Acevedo, née à La Havane le 10 janvier 1989, est une militante cubaine pour la liberté et les droits de l'homme. Elle est la fille du militant Oswaldo Payá Sardiñas, chef du Mouvement chrétien de libération, elle a repris une grande partie de son travail d'activiste après qu'il est mort dans des circonstances mystérieuses[Selon qui ?] le 22 juillet 2012.
Depuis la mort de son père en 2012, elle et ses proches vivent dans la région de Miami, mais se rendent souvent à Cuba.

## Biographie
Son père est Oswaldo Payá Sardinas à l'origine du projet Varela et lauréat en 2002 du prix Sakharov de la liberté de pensée. Rosa María Payá a fait des études d’astronomie, elle s'est engagée dans le Mouvement chrétien de libération, créé par ses parents en 1988. Elle dénonce le régime cubain contrôlé par Raúl Castro.
Lors de la mort de son père en 2012, Rosa María Payá conteste la version officielle de l'accident : « D'après les informations que nous ont fait parvenir les jeunes qui voyageaient dans la voiture avec [Oswaldo Paya], il y avait un autre véhicule qui essayait de les sortir de la route, en les assaillant à tout moment. Nous pensons donc qu'il ne s'agit pas d'un accident, qu'on voulait leur faire du mal et qu'ils ont fini par tuer mon père ».
Depuis la mort de son père, Rosa María Payá vit entre La Havane et Miami avec sa mère, ses deux frères, sa grand-mère maternelle et une tante : « Le harcèlement, les intimidations et les menaces des services de sécurité étaient devenus trop intenses et trop cruels » indique Rosa María Payá. Rosa María n'a pas pu obtenir un poste de chercheuse à l’université, et a perdu son emploi dans un labo d’astronomie. À Miami, Rosa María Payá travaille pour subvenir à ses besoins en donnant des cours particuliers de physique.
Elle est la présidente de l'organisation dissidente Réseau latino-américain des jeunes pour la démocratie à Cuba. En février 2017, elle dénonce une « agression du gouvernement cubain » après que celui-ci a empêché Luis Almagro, président de l'Organisation des États américains, Felipe Calderón et Mariana Aylwin, de venir à Cuba. Rosa María Payá a remis symboliquement à Luis Almagro et Mariana Aylwin leurs récompenses pour leur investissement en faveur de la démocratie en les disposant sur des chaises vides.
En février 2021, Rosa María Payá, avec plus de 300 personnalités cubaines, demande la fin de la répression dans l'île et la libération des prisonniers politiques avant que Washington s'engage dans une normalisation avec Cuba et assouplisse l'embargo des États-Unis contre Cuba. Parmi les signataires Camila Lobón et Héctor Luis Valdés sont membres du mouvement 27N, mais on compte aussi des opposants historiques comme José Daniel Ferrer ou l'historien cubain Rafael Rojas . Par ailleurs, elle apporte son soutien au vidéo clip Patria y vida de six artistes Afro-Cubain critiquant les résultats de 60 ans de gouvernance communiste à Cuba .